# Shumen Peak
Shumen Peak är en bergstopp i Antarktis. Den ligger i Sydshetlandsöarna. Argentina, Chile och Storbritannien gör anspråk på området. Toppen på Shumen Peak är 343 meter över havet.
Terrängen runt Shumen Peak är varierad. Havet är nära Shumen Peak söderut. Trakten är glest befolkad. Närmaste befolkade plats är St. Kliment Ohridski Base, 11,6 kilometer norr om Shumen Peak. 